# Лиферов, Анатолий Петрович
Анато́лий Петро́вич Ли́феров (4 августа 1940 года, с. Врачово-Горки, Луховицкий район, Московская область, РСФСР, СССР — 21 ноября 2021 года, Рязань, Россия) — советский и российский учёный-педагог, ректор (1986—2007), президент (2007—2012) Рязанского государственного университета имени С. А. Есенина, академик РАО (2004).

## Биография
Родился 4 августа 1940 года в с. Врачово-Горки Луховицкого района Московской области.
В 1964 году окончил естественно-географический факультет Смоленского государственного педагогического института, после окончания — работал учителем географии и биологии Болдинской восьмилетней школы Дорогобужского района Смоленской области.
С 1965 по 1986 годы работал в СГПИ: ассистент кафедры экономической географии (1965—1970), старший преподаватель естественно-географического факультета (1970—1975), декан естественно-географического факультета (1975—1986).
Окончил очную аспирантуру кафедры экономической географии Московского государственного педагогического института имени В. И. Ленина, в 1972 году — защитил кандидатскую диссертацию «Территориальные и структурные сдвиги в тяжелой промышленности Словакии».
С 1986 по 2007 год — ректор Рязанского государственного педагогического института имени С. А. Есенина (сейчас — Рязанский государственный университет имени С. А. Есенина), с 2007 по 2012 годы — президент РГУ.
В 1997 году защитил докторскую диссертацию, тема: «Основные тенденции интеграционных процессов в мировом образовании».
В 1999 году был избран членом-корреспондентом, в 2004 году — академиком Российской академии образования (РАО) за исследования в области педагогической науки, а в 2006 году — избран членом Президиума РАО, состоял в Отделении профессионального образования.
С 2002 года являлся членом экспертного совета по психолого-педагогическим наукам ВАК РФ Высшей аттестационной комиссии (ВАК) Министерства образования и науки РФ, членом Общественной палаты Центрального Федерального округа.
Скончался 21 ноября 2021 года на 82-м году жизни в Рязани.
На здании Рязанского государственного университета имени Есенина установлена мемориальная доска, посвященная бывшему ректору Анатолию Петровичу Лиферову.

## Научная деятельность
Видный ученый в области сравнительной педагогики, один из основоположников нового направления в отечественной педагогической науке, связанного с изучением проблем интеграции в мировом образовании, новейших тенденций его развития.
Автор около 200 научных работ, в том числе 14 монографий.
Под его научным руководством защищено 26 кандидатских и 11 докторских диссертаций.

## Награды
- Орден «За заслуги перед Отечеством» 4 степени (2006)[2]
- Орден Почёта (2000)
- Заслуженный работник высшей школы Российской Федерации (1996)[3]
- Премия Президента Российской Федерации в области образования (2000) — за цикл исследований на тему «Социокультурные основания интегрирования образовательного пространства (теоретические принципы, психолого-педагогические условия, научно-практическая модель)» для учебных заведений высшего профессионального образования[4]
- Орден Святого равноапостольного великого князя Владимира 3 степени (2002) — за заслуги в укреплении сотрудничества светской высшей школы и Русской Православной церкви в деле нравственного воспитания подрастающего поколения
- Золотая медаль РАО (2007) — за выдающиеся достижения в области психолого-педагогических наук
- Премия имени академика И. И. Срезневского (2007) — за большой личный вклад в создание Центра славянской филологии и культуры, активную поддержку деятельности музея.
- лауреат международной премии «Кубок МВА» за достижения в области управления (2006)
- Почётный гражданин города Рязани (2003)